# Curlz
Curlz is een speelse fantasieletter met schreven, ontworpen door Carl Crossgrove en Steve Mattheson in 1995 voor Monotype Corporation. Hoewel het lettertype decoratief en zonder referentieel historisch model gemaakt, toont het toch gelijkenis met lettertype Remedy ontworpen door Frank Heine en uitgegeven door Emigre in 1991.
Een TrueType versie van Curlz is geleverd bij de originele Microsoft Project lettertypeset, en met Microsoft Office voor Apple Macintosh.